# Parafia św. Stanisława Biskupa w Waplewie
Parafia świętego Stanisława Biskupa w Waplewie – parafia rzymskokatolicka znajdująca się w archidiecezji warmińskiej, w dekanacie Olsztynek.